# Río Alcobilla
El río Alcobilla es un río del centro de la península ibérica perteneciente a la cuenca hidrográfica del Guadiana, que discurre por el noroeste de la provincia de Ciudad Real (España).

## Curso
El río Alcobilla nace en el cerro de las Zahurdillas, dentro del término municipal de Alcoba. Discurre en sentido noroeste-sudeste a lo largo de unos 23 km hasta su desembocadura en el río Bullaque, en el término de El Robledo.  